# بيمور (كامبريدجشير)
بيمور (بالإنجليزية: Pymoor)‏ هي قرية تقع في المملكة المتحدة في كامبريدجشير.